# Georg I. Engel
Georg I. Engel war Abt des Klosters Waldsassen von 1494 bis 1512.
Georg I. war Sohn eines Zinngießers aus Tachov. Kaspar Brusch schrieb abweichend, dass er aus Eger stammte. Er studierte an der Universität Leipzig und beherrschte die tschechische Sprache. Die Bündnisse des Landshuter Erbfolgekrieges verwickelten das Kloster in die Auseinandersetzungen, bei denen auch der benachbarte Markgraf Friedrich II., der böhmische und ungarische König Vladislav II. und Pfalzgraf Philipp Partei ergriffen. 1504 wurde das Kloster und die zugehörigen Dörfer durch den markgräflichen Hauptmann Alexander von Lüchau und Balthasar Pybriczs, der wenige Tage später von Untertanen des Klosters bei Ebnath getötet wurde, niedergebrannt und verwüstet. Der Übergriff auf das Kloster erklärt sich durch die Kontingente, die das Kloster dem Pfalzgrafen Philipp zu stellen hatte und der Tatsache, dass sich auch böhmische Söldner im Gebiet aufhielten. Der Abt und einige seiner Anhänger waren nach Tirschenreuth geflohen und kehrten wenig später zum Wiederaufbau der Gemeinschaft zurück. Von den Gräuel des Überfalls berichtet ein Zeitzeuge im Chronicon Waldsassense.